# Neckbreaker
 (septembre 2008).
Si vous disposez d'ouvrages ou d'articles de référence ou si vous connaissez des sites web de qualité traitant du thème abordé ici, merci de compléter l'article en donnant les références utiles à sa vérifiabilité et en les liant à la section « Notes et références ».
Le neckbreaker (« brise-nuque ») est une prise de catch qui vise le cou ou la nuque par un claquement ou un jet.
Un neckbreaker peut s'effectuer grâce à n'importe quelle partie du corps. Habituellement, on claque le cou de l'adversaire sur l'épaule. Un autre neckbreaker voit un attaquant tordant le cou de son adversaire pour le projeter à terre.

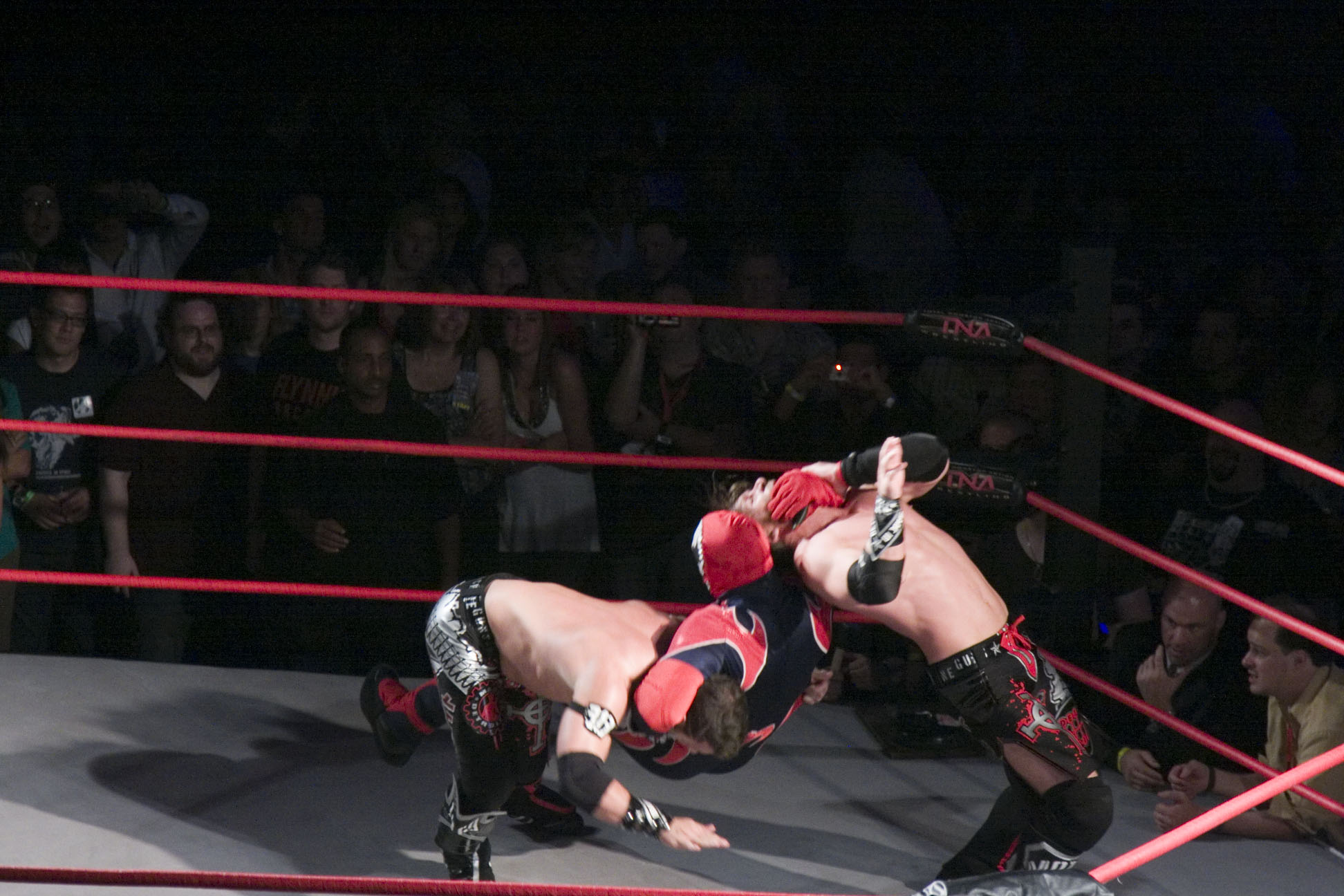
Suicide exécutant simultanément un DDT et un brise-nuque.

## Variantes

### Argentine neckbreaker
Le lutteur soulève l'adversaire et applique un Argentine Backbreaker Rack. Il pousse ensuite le corps de l'adversaire pour le faire balancer derrière lui, pendant que le corps de l'adversaire bouge, le lutteur reste accroché au cou de l'adversaire et tombe en exécutant une chute en neckbreaker. Ce mouvement a été popularisé par le lutteur Tomko.

### Back Suplex NeckBreaker
L'attaquant soulève l'adversaire en Back Suplex.Mais alors qu'il est en l'air, le catcheur le lâche, se retourne et atterrit en NeckBreaker.Cette prise est utilisée par JTG et plus actuellement Jason Jordan.

### Rope hung neckbreaker
Tout se passe comme un neckbreaker normal, mais cette fois-ci, l'attaquant met son adversaire sur la troisième corde et le fait tomber en exécutant une chute en neckbreaker.

### Arm trap neckbreaker
L'attaquant se met dos à dos avec son adversaire, il saisit le bras de l'adversaire puis l'enroule autour du cou puis l'attaquant chute vers le bas en conduisant le cou de celui-ci à terre. William Regal popularisait cette prise qu'il a nommé Regal Cutter.

### Corkscrew neckbreaker
Aussi connu comme Standing Somersault Neckbreaker, ce mouvement nous montre le lutteur attaquant plaçant l'adversaire dans une clé de tête et exécutent un sommersault en avant, il tombe ensuite couché sur le dos et utilise l'élan donné pour tordre le cou de l'adversaire en retombant. Chris Hero a popularisé cette prise en l'appelant Cravate Buster et John Morrison en tant que Moonlight Drive.
Il existe une variante : le Diving Corkscrew Neckbreaker, popularisé par Tyson Kidd, l'attaquant monte sur la 3e corde, saute en attrapant la tête de l'adversaire, puis il tombe sur le dos en tournant à 180° par rapport au sol pour exploser la tête de l'adversaire sur son épaule.

### Neckbreaker élevé
Cette prise consiste à exécuter un neckbreaker dans lequel, l'adversaire se trouve sur une hauteur élevée. L'attaquant agrippe le cou de son adversaire puis tombe vers le bas, en se mettant à genoux ou en s'asseyant.
Il existe des variantes :
Elevated cradle neckbreaker
L'attaquant prend son adversaire en muscle buster, puis se met dans une position assise ou agenouillement en claquant le cou de l'adversaire sur l'épaule.
Gutwrench elevated neckbreaker
L'attaquant applique un gutwrench à son adversaire, le soulève sur les épaules, agrippe le menton de ce dernier puis chute vers le bas forçant le cou de l'adversaire à claquer par terre.

### Inverted facelock neckbreaker
Connu aussi sous le nom de Inverted Facelock Backbreaker ou Gator Buster, l'attaquant prend son adversaire en inverted facelock, il maintient la prise et rabaisse le cou/dos supérieur de l'adversaire à claquer le genou de l'attaquant. Cette prise est souvent répétée plusieurs fois. The Miz en a fait sa prise favorite en la combinant à un Neckbreacker slam ou a un Inverted DDT

### Fame Asser
Aussi appelé Leg Drop Bulldog ou Rocker Dropper, l'attaquant est face à son adversaire, qui est légèrement penché, il fait une descente de la cuisse sur le cou de l'adversaire, en ramenant au sol la tête de l'opposant. Kelly Kelly popularise cette prise sous le nom de K2. C'était également la prise de finition de Billy Gunn. John Cena popularise en sautant de la troisième corde pour claquer le visage de l'adversaire encore plus fort que normal. Nick Nemeth, de son nom de ring Dolph Ziggler,  l'utilise également comme prise de signature.

### Fisherman Neckbreaker
L'attaquant place son adversaire en position Fisherman et tourne rapidement pour effectuer un Neckbreaker. Elias l'utilise comme prise de finition qu'il nomme Drift Away.

### Neckbreaker slam
Décrit aussi sous le nom de Falling neckbreaker. L'attaquant est derrière son adversaire dos à dos, saisit la tête de l'adversaire puis tombe en projetant la tête ou le cou au sol. C'est une prise souvent utilisée lors d'une esquive. Jeff Hardy utilise cette prise qu'il nomme Sleeper Slam

### Neck snap
Popularisée par Curt Hennig et actuellement utilisée par Dolph Ziggler, l'attaquant et son adversaire qui est assis par terre sont face à face, l'attaquant court vers l'adversaire, exécute un saut périlleux puis attrape le cou ou la tête de celui-ci et tombe en arrière pour claquer le cou par terre.
Variante: Rolling Neck Snap.
L'attaquant est derrière son adversaire qui est assis. L'attaquant (toujours derrière) cours vers l'adversaire attrape le coup ou la tête de celui-ci, effectue un saut  périlleux et tombe en avant pour amener la tête de son adversaire très vers l'avant, et cette dernière repart en arrière et claque le sol violemment. Nikki Bella utilise cette variante comme son prises de signatures entre 2012-2013.

### Overdrive
Il consiste à mettre sa cuisse sur la nuque de son adversaire, de prendre le bras de l'adversaire et de tourner pour que l'attaquant chute en avant et que l'adversaire tombe sur le dos en se claquant le bras et la nuque. C'est la prise de finition de MVP qu'il a nommée The Playmaker (trad. « Meneur de jeu ») .
Il existe une variante, l'Inverted overdrive, où il faut utiliser le genou. L'attaquant est à côté de l'adversaire qui est penché en avant, l'attaquant met son genou plié sur le cou de l'adversaire, attrape le bras qui est face à lui et l'attaquant chute en arrière toujours le genou plié sur le cou, ce qui fait que le cou se claque sur le genou. C'est la prise de finition de Zack Ryder et de Madison Rayne et se nomme Zack Attack et Rayne Drop pour Madison Rayne.

### Inverted Facelock Swinging Neckbreaker
Connu aussi sous le nom d'Extreme Twist of Fate ou de Reverse Twist Of Fate et popularisé par Jeff Hardy et plus tard par Christy Hemme, l'attaquant applique un inverted facelock et pivote de 180° puis tombe sur le dos forçant le cou de l'adversaire à claquer sur le tapis.

### Shoulder neckbreaker
L'attaquant et son adversaire sont dos à dos, l'attaquant saisit le cou de ce dernier puis se met à genoux ou dans une position assise en forçant le cou à claquer sur son épaule. Cette prise était la prise de finition de Rick Rude qu'il a nommé Rude Awakening.
Il existe une variant, le Gory neckbreaker, connu aussi sous le nom de Gory driver. L'attaquant applique un gory special puis tombe sur ses genoux ou dans une position assise claquant le cou de celui-ci sur l'épaule. Evan Bourne popularise cette prise sous le nom de here it is driver, ainsi que Victoria qui en fait sa prise de finition nommée Widow's Peak.

### Swinging neckbreaker
Aussi appelé Spinning Neckbreaker, l'attaquant applique un front facelock à son adversaire, il pivote de 180° et tombe sur le dos conduisant le cou de l'adversaire à claquer sur l'épaule de l'attaquant. Quelquefois utilisée pour contrer un back body drop.

### Jumping neckbreaker
Cette prise est comme le RKO de Randy Orton mais l'attaquant l'applique quand il est dos à dos avec l'adversaire. C'est l'une des prises de finition de Paul Burchill qu'il nomme Twisted Sister.

### Reverse three-quart facelock neckbreaker
Cette prise se présente comme un cutter mais elle est appliquée quand les catcheurs se trouvent dos à dos. The Miz l'utilise sous le nom de Reality Check après avoir effectué un coup de genoux dans la face de son adversaire lorsque celui-ci est au sol.

### Snap Swinging Neckbreaker
L'attaquant prend l'adversaire comme s'il exécutait un suplex, puis tourne pour claquer la nuque de celui-ci contre l'épaule de l'attaquant. Carlito utilise cette prise en la nommant Whiplash.

### Trapping Neckbreaker/  Inverted Umprettier
L'attaquant prend les deux bras de l'adversaire comme dans un Trapping Suplex, puis tourne pour que le derrière de la tête de l'adversaire puis tombe au sol. Cela fait que la tête de l'adversaire vient percuter de plein fouet le sol.

### Sleeper Neckbreaker Slam
Utilisé par Matt Hardy, l'attaquant choppe son adversaire en sleeper hold et le modifie en Neckbreaker, ils nomment cette prise Sleeper Matt Slam.

### Jumping inverted neckbreaker
Popularisée par Dolph Ziggler qui le nomme ZigZag, cette prise est utilisée lorsque l'attaquant est  face au dos de adversaire, l'attaquant saute, attrape la tête de l'adversaire et place sa cuisse sur la derrière sa nuque et retombe en arrière en tirant la tête de l'adversaire vers le bas pour claquer sa nuque

### Fireman's Carry Neckbreaker
L'attaquant prend l'adversaire en Fireman's Carry puis pousse les jambes de l'autre sur le côté pour faire claquer le dos ou la nuque sur le genou.Cette prise est popularisée par A.J. Styles.